# Coleophora microeucera
Coleophora microeucera é uma espécie de mariposa do gênero Coleophora pertencente à família Coleophoridae.